# 黒田大夢
黒田 大夢（くろだ ひろむ、1996年11月26日 - ）は日本で活動するミュージカル俳優である。大阪府箕面市出身。劇団四季所属。

## 来歴
大阪府箕面市で生まれ育つ。大阪市立咲くやこの花高等学校演劇科を5期生として卒業後は芸術大学へと進学。在学中の2015年に劇団四季研究生のオーディションに合格し、2016年に劇団四季研究所へ入所した。翌年3月、リトル・マーメイドのアンサンブル1枠で劇団四季での初舞台を踏む。

## 主な出演作品
- リトル・マーメイド（2017年） - アンサンブル1枠（2022年） - シェフ・ルイ 役
- はだかの王様（2019年） - デニム 役
- キャッツ（2021年） - スキンブルシャンクス 役
- アナと雪の女王（2021年） - アンサンブル3枠
- ゴースト&レディ（2025年） - メンジーズ 役

※括弧内の年は初出演年